# Синагога Капернаума
Синагога Капернаума, также известная как Белая синагога — руины синагоги, расположенной в древнем городе Капернаум, Галилея, Израиль. Сохранившиеся части относятся к византийской эпохе, под ними находятся остатки более древней синагоги, в которой, согласно основанной на Новом Завете точке зрения, учил Иисус Христос (Мф. 1:21—28 и др.).
Археологические объекты Капернаума находятся на северо-западном побережье Тивериадского озера. Согласно Епифанию Кипрскому Капернаум до IV века населяли исключительно иудеи, не позволяя селиться в городе христианам. Иудеи продолжили жить в Капернауме после утверждения христианства государственной религией в Римской империи. В дальнейшем город пришёл в запустение, и путешественник VII века Аркульф застал там лишь неукреплённую деревню. Хронист XII века Пётр Диакон в своей «De Locis Sanctis» упоминает о построенной из облицованного камня синагоге, к которой ведут множество ступеней. В 1838 году местность посетил американский библейский археолог Эдвард Робинсон, идентифицировавший развалины как синагогу. В ходе исследований Капернаума экспедициями Чарльза Уилсона (1856) и Герберта Китченера (1881) местные жители серьёзно повредили развалины. В 1894 году участок выкупили францисканцы и засыпали руины землёй. В 1905 году раскопки возобновили немецкие археологи Карл Ватцингер и Хайнрих Коль. Францисканец Венделин Хинтеркейзер перед Первой мировой войной обнаружил часть октагональной постройки из базальта к югу от руин синагоги. С 1921 по 1926 год его работу продолжил другой францисканец Годанс Орфали, полностью раскрывший здание. Систематические раскопки с 1968 года возобновили францисканцы Виргилио Корбо и Станислао Лоффреда из Studium Biblicum Franciscanum в Иерусалиме. Ими были выявлены постройки, предшествующие сооружению октагона: паломнический комплекс IV века и дома позднеэллинистического периода.
Комплекс синагоги включает три основных элемента: молитвенный зал (20,4 м на 18,65 м), восточный двор шириной 11,25 м и портик вдоль южного фасада, ориентированного на Иерусалим. С северо-западной стороны находится небольшое помещение, соединяющееся с молитвенным залом и с двумя внешними лестницами. Со всех сторон синагога окружена улицами. В целом синагога имеет базиликальную планировку с широким нефом и тремя приделами. Её стены сделаны из песчаника. Здание богато украшено внутри и снаружи.